# Ocriplasmine
L'ocriplasmine, est vendue sous la marque Jetrea.

## Mode d'action
Il est similaire à la plasmine naturelle et agit en dégradant les protéines entre le corps vitré et la rétine.

## Usage médical
Est un médicament utilisé pour la traction vitréomaculaire. Il est utilisé pour des maladies plus bénignes et peut éviter la nécessité d’une intervention chirurgicale. Le médicament est administré par injection dans l'œil.

## Effets secondaires
Les effets secondaires de ce médicament  comprennent des corps flottants, des douleurs oculaires, des éclairs de lumière et des saignements conjonctivals ; d'autres effets secondaires peuvent inclure des saignements intraoculaires, une augmentation de la pression intraoculaire et une infection intraoculaire.

## Histoire
Le médicament  a été approuvée pour un usage médical aux États-Unis en 2012 et en Europe en 2013,. Au Royaume-Uni, cela coûte au NHS 2 500 livres sterling par flacon de 0,375 mg à partir de 2021. Aux États-Unis, ce montant coûte environ 3 100 dollars américains.